# Пси-функция Дедекинда
Пси-функция Дедекинда — это мультипликативная функция, определённая на положительных целых числах как 
{\displaystyle \psi (n)=n\prod _{p|n}\left(1+{\frac {1}{p}}\right),}
где произведение берётся по всем простым p, делящим n (по соглашению, ψ(1) является пустым произведением, а потому имеет значение 1). Функцию предложил Рихард Дедекинд применительно к модулярным функциям.
Значение функции ψ(n) для первых нескольких целых чисел n:
1, 3, 4, 6, 6, 12, 8, 12, 12, 18, 12, 24 ... (последовательность A001615 в OEIS).
Значение функции ψ(n) больше n для всех n, больших 1, и чётно для всех n, больших 2. Если n свободно от квадратов, то ψ(n) = σ(n).
Функцию ψ можно определить, положив {\displaystyle \psi (p^{n})=(p+1)p^{n-1}} для степеней простого числа p и распространив затем это определение на все целые числа согласно мультипликативности. Это приводит к доказательству порождающей функции в терминах дзета-функции Римана, которая равна
{\displaystyle \sum {\frac {\psi (n)}{n^{s}}}={\frac {\zeta (s)\zeta (s-1)}{\zeta (2s)}}.}
Это является также следствием факта, что мы можем записать как свёртку Дирихле {\displaystyle \psi =\mathrm {Id} *|\mu |}.

## Высокие порядки
Обобщением к высоким порядкам через жорданов тотиент
{\displaystyle \psi _{k}(n)={\frac {J_{2k}(n)}{J_{k}(n)}}={{n^{k} \over \zeta (2k+1)} \over {n^{k} \over \zeta (k+1)}}}
с рядом Дирихле
{\displaystyle \sum _{n\geqslant 1}{\frac {\psi _{k}(n)}{n^{s}}}={\frac {\zeta (s)\zeta (s-k)}{\zeta (2s)}}}.
Это также свёртка Дирихле степеней и квадратов
функции Мёбиуса,
{\displaystyle \psi _{k}(n)=n^{k}*\mu ^{2}(n)}.
Если
{\displaystyle \epsilon _{2}=1,0,0,1,0,0,0,0,1,0,0,0,0,0,0,1,0,0,0\ldots }
является характеристической функцией квадратов, другая свёртка Дирихле приводит к обобщённой σ-функции,
{\displaystyle \epsilon _{2}(n)*\psi _{k}(n)=\sigma _{k}(n)}.